# Lomhöljerna
Lomhöljerna är en sjö i Töreboda kommun i Västergötland och ingår i Motala ströms huvudavrinningsområde. Sjöns area är 0,007 kvadratkilometer och den befinner sig 130 meter över havet.